# Bara du
Bara du är ett studioalbum från 1995 av det svenska dansbandet Lasse Stefanz.

## Låtlista
1. Orden som mor min sa (A Bible and a Busticket Gome) (Wiseman-Dean-Hicks-Lennart Dahlberg)
2. Visst är det kärlek (Jörgen Andersson-Mikael Wendt-Christer Lundh)
3. Nyanser (Rose-Marie Stråhle)
4. City Girls (J.J.Cale)
5. Nu får det vara slut (I'm Gonna Get a Life) (Frank Dycus-Jim lauderdale-Lennart Dahlberg)
6. Jag ber dig, förlåt mig (Kent Fingal-Lennart Dahlberg)
7. Fyll mitt hjärta med sång (Hans Backström-Peter Bergqvist)
8. Midsommarafton (Rose-Marie Stråhle-Mikael Wendt-Christer Lundh)
9. En flicka från igår (A Girl from Yesterday) (Jack Tempchin-Glenn Frey-Monia Sjöström)
10. Tack vare dej (Lars Sigfridsson-Maritha Höglund)
11. Kärlekstrubbel (J.C.Ericsson)
12. Det är bara du (Lars E. Ohlsson-Keith Almgren)
13. Mitt hjärta tar semester nu (Give My Heart a Rest) (Rodhney Cowell-Ingela Forsman)
14. Jag ångrar ingenting (Ole Johansson)